# Nave romana di Marausa

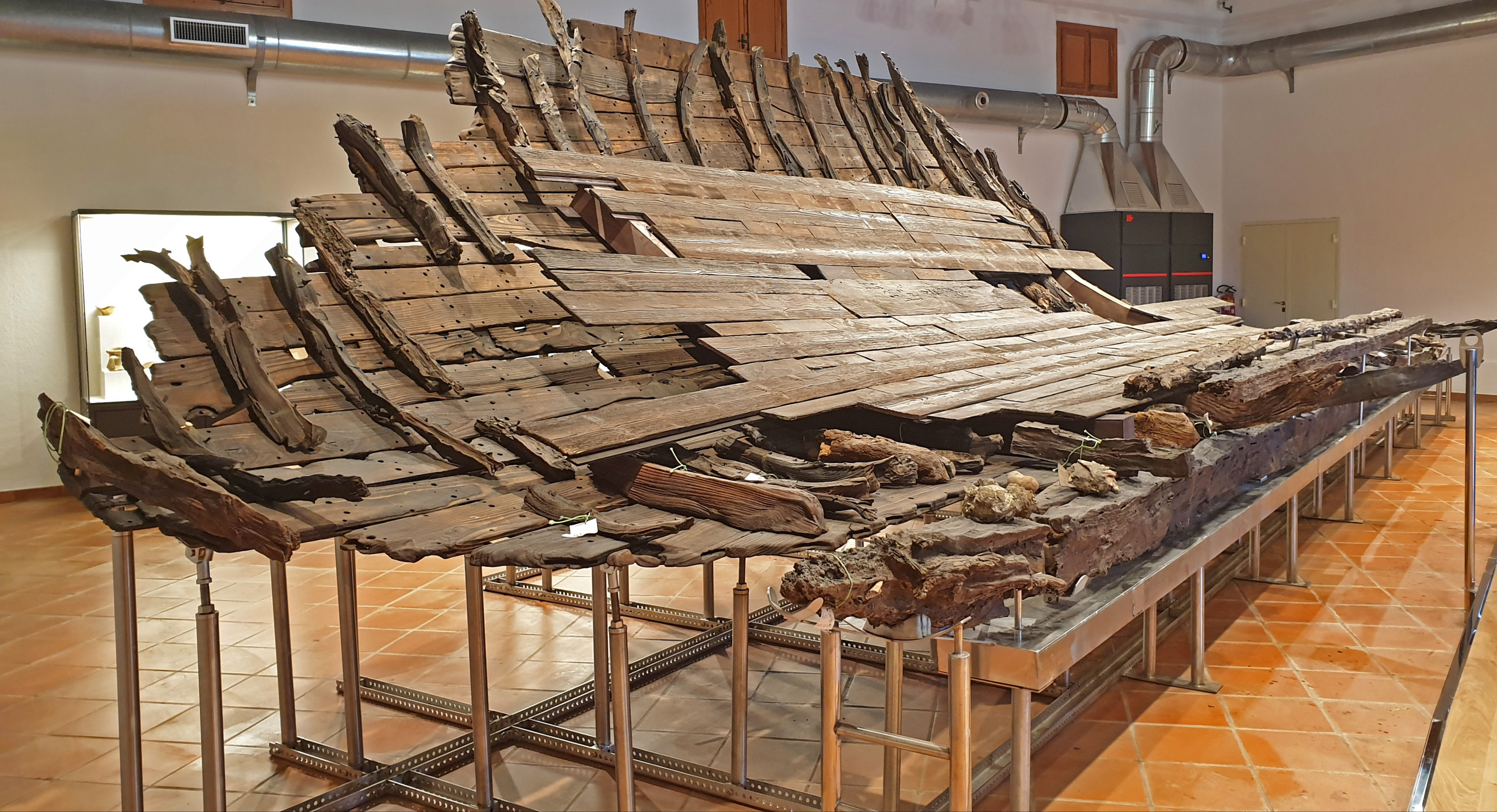
I resti della nave custoditi al Baglio Anselmi dal 2019

La Nave romana di Marausa è il relitto di una nave oneraria romana del III secolo d.C. recuperato a 150 metri dalla costa di Trapani.

## Storia

### La nave romana
Nel 1999 due subacquei dilettanti trapanesi rinvennero un relitto a poche decine di metri dalla spiaggia, a due metri sotto il livello del mare, sotto uno strato di fango e posidonia: si trattava di una grossa nave romana del III secolo d.C., naufragata in un fondale di poco più di due metri, nei pressi del lido di Marausa, allora una frazione del comune di Trapani. L'operazione di recupero fu completata nel 2011 dalla Soprintendenza del Mare, e il restauro eseguito dalla società "Legni e Segni della Memoria" di Salerno.
Si tratta di una nave da carico ben conservata, lunga circa 27 metri e larga 9 metri, ed è il più grande relitto dell'epoca mai recuperata dai mari italiani, affondato nei bassi fondali durante la manovra di ingresso nel fiume Birgi, che allora era una via navigabile.

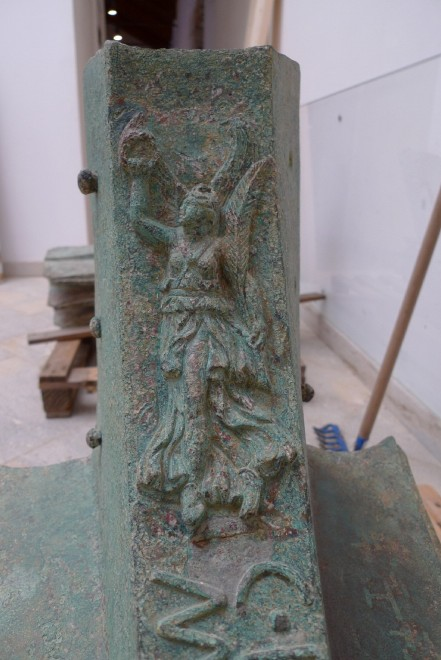
Particolare del rostro di una nave romana recuperato nel 2008 nel mare tra Levanzo e Trapani

È stato portato alla luce il doppio paramezzale centrale, l'aggancio dei madieri e si è potuta ipotizzare la struttura del pagliolato, costituito a tavole sfalsate a gradino. Le ordinate in legno di frassino erano, pertanto, inframmezzate tra il fasciame esterno in abete e il pagliolato. Il carico era costituito da anfore africane cilindriche 

### Secondo relitto
Un secondo relitto di epoca romana è stato rinvenuto nel luglio del 2020 sempre davanti alla costa di Marausa, nel frattempo divenuta parte del comune di Misiliscemi. I lavori di recupero sono iniziati nel giugno 2023, sotto la direzione degli archeologi dalla Soprintendenza del Mare 

## Collocazione
Gli oggetti recuperati sono esposti nella sezione archeologica del Museo Pepoli di Trapani, in particolare ceramiche e anfore.
La soprintendenza dei Beni culturali di Trapani aveva predisposto un progetto di conservazione e musealizzazione della nave presso l'isola della Colombaia dove verrà realizzata la sede espositiva contestualmente al recupero dell'omonimo castello. Il costo complessivo del progetto è di sette milioni e 300.000 euro, finanziato con fondi comunitari.
La decisione, nel settembre 2015, del governo regionale di trasferire la nave al museo archeologico Baglio Anselmi di Marsala, dove è già esposta una nave punica, ha generato dure prese di posizione del consiglio comunale di Trapani.
Dal 18 dicembre 2015 è conservata a Marsala, ed è esposta al pubblico dall'aprile 2019.